# Marta Sorlí Fresquet
Marta Sorlí Fresquet, née le 16 juin 1986, est une femme politique espagnole membre de Compromís.
Elle est élue députée de la circonscription de Castellón lors des élections générales de décembre 2015.

## Biographie

### Profession
Marta Sorlí Fresquet est diplômée en travail social et possède un master en méditation et intervention familiale. Elle possède un master en droit humains, démocratie et justice internationale.

### Carrière politique
Le 20 décembre 2015, elle est élue députée pour Castellón au Congrès des députés et réélue en 2016.